# استوار و پاسبان
استوار و پاسبان فیلمی به کارگردانی نظام فاطمی و نویسندگی سعید مطلبی محصول سال ۱۳۵۱ است.

## خلاصه داستان
گروهی تبهکار با تطمیع دخترهای جوان، آنها را می‌ربایند و به جنوب می‌برند تا به شیوخ عرب بفروشند. از سویی دیگر مریم (بهارک)، برادرزادهٔ استوار ایزدی (عبدالعلی همایون) که تحت سرپرستی او قرار دارد، مورد توجه سرپاسبان (سیدحسین حسینی) و احمد (مرتضی عقیلی) آرایشگر محله قرار گرفته‌است، این دو نفر برای بدست آوردن نظر مریم تلاش می‌کنند. مریم با دیدن عکس یکی از دختران گمشده در روزنامه به دوست پسرش می‌گوید که او را می‌شناسد و می‌داند به کجا رفته‌است. مریم وقتی به محل مورد نظر می‌رسد توسط تبهکاران اسیر می‌شود و او را به همراه دیگر دختران به جنوب کشور می‌برند. افراد رده بالای مسئولی که پرونده این آدم‌ربایی را دنبال می‌کنند تصمیم می‌گیرند مسئولیت پرونده را به استوار ایزدی محول کنند. استوار ایزدی و سرپاسبان نقشه ای طراحی می‌کنند تا برای به دام انداختن آدم ربایان، در نقش شیوخ عرب وارد معامله با گروه تبهکار گردند. به همین علت خود را به صورت شیوخ عرب درآورده و با رفیق مریم به هتلی در جنوب کشور می‌روند، از طرفی احمد هم که متوجه ماجرا شده‌است خود را به صورت شیوخ عرب درآورده و با ترفندی در جنوب کشور به آنها ملحق می‌شود. گروه تبهکار متوجه ورود چند شیخ عربی (استوار و سرپاسبان و احمد) به هتلی در شهر می‌شود و تصمیم می‌گیرد با آنها وارد معامله شود ولی در هنگام معامله متوجه می‌شوند که شیخ عرب همان استوار ایزدی است، به همین علت بین آنها درگیری رخ می‌دهد و در انتهای ماجرای درگیری، مریم از دست آدم‌رباها نجات پیدا می‌کند ولی رفیق مریم کشته می‌شود. رفیق مریم لحظاتی قبل از کشته شدن نکته ای را به استوار ایزدی می‌گوید که استوار ایزدی و سرپاسبان با پی‌گیری آن به ساختمان مرکزی آدم‌رباها دست پیدا می‌کنند و با عملیاتی آنها را دستگیر کرده و دخترانی را که در نظر داشتند از طریق جاسازی درون مجسمه‌های بزرگ تو خالی به کشورهای عربی بفرستند آزاد می‌کنند.

## بازیگران
- عبدالعلی همایون
- سیدحسین حسینی
- بهارک
- مرتضی عقیلی
- شهروز رامتین
- پرستو
- علی اکبر مهدوی فر
- کاظم تهرانچی
- رضا بنی احمد
- فرخ لقا هوشمند
- پروین
- کتی
- ماندانا
- جهانگیر جهانگیری
- علی وفادار
- حسن گلپایگانی